# Adam Jaromir
Adam Jaromir (* 1971 in Bielsko-Biała) ist ein in Polen geborener und in Hannover lebender Verleger, Übersetzer und Autor von Bilderbüchern. Für sein Bilderbuch Fräulein Esthers letzte Vorstellung wurde er 2014 mit dem Gustav-Heinemann-Friedenspreis ausgezeichnet und war zudem für den Deutschen Jugendliteraturpreis in der Kategorie Sachbuch nominiert.

## Leben
Jaromir studierte an den Universitäten Hannover und Florenz Germanistik und Italianistik. Im Jahr 2006 gründete er den Gimpel-Verlag, in dem vor allem polnische Autoren und Illustratoren verlegt werden. Zu den Stammautoren und -illustratoren von Gimpel gehören Iwona Chmielewska, Gabriela Cichowska und Pawel Pawlak. Neben seiner Tätigkeit als Verleger und Übersetzer hat er bislang fünf Bilderbücher geschrieben, die in seinem Verlag erschienen sind: Adamek oder wie man aus zwei Äpfeln drei macht (2007), Zarafa (2009), das die Geschichte einer Giraffe im Paris des 19. Jahrhunderts erzählt, Fantje (2010), das die Reise eines weißen Elefanten von Afrika nach Meißen begleitet, Tallula – Königin der Nacht (2012) und Fräulein Esthers letzte Vorstellung – Eine Geschichte aus dem Warschauer Ghetto (2013). Durch das Grenzgänger-Stipendium der Robert-Bosch-Stiftung wurden die Recherchen zu Fräulein Esthers letzte Vorstellung ermöglicht.
2012 war er Jurymitglied der Auszeichnung Das außergewöhnliche Buch des Kinder- und Jugendprogramms des Internationalen Literaturfestivals Berlin.
Seine Bücher wurden international und national mit verschiedenen Preisen ausgezeichnet.

## Presseschau

### Künstlerische Bedeutung
„Mit den bislang von ihm verlegten bzw. geschriebenen Werken zeigt sich schon jetzt seine Bedeutung als einer jener couragierten »Buchmenschen«, die sich – allen Marktgesetzen zum Trotz – für den Erhalt des künstlerisch anspruchsvollen Bilderbuchs in Deutschland einsetzen.“

### Fantje(2010)
„Tatsächlich vereint Fantje pop-up-artige Formen, osteuropäische Erzähl- und Zeichenkunst und jene zauberhafte Spintisiererei, die man in vielen Bilderbüchern heute vermisst.“

“Adam Jaromir’s short story is adorned with witty and ingenious details – e.g. on his journey, the elephant spontaneously decides to get one ear pierced. The wonderful illustrations by Gabriela Cichowska, which thanks to the book’s large format can be fully appreciated, further add to the story’s great charm.”

### Tallula – Königin der Nacht(2012)
„Ein düsteres, aber wunderschönes, poetisches und letztlich natürlich auch harmloses Bilderbuch des Altmeisters Jozef Wilkon, der die Geschichte um Tallula, der kleinen Fledermaus „aufgeschrieben von Adam Jaromir“ kongenial in Szene gesetzt hat.“

„Es ist ein Buch für Connaisseure. Denn Tallula ist die Geschichte einer Selbstfindung. […] Und wie so oft, wenn man endlich sein Milieu gefunden hat, klappt’s auch mit den Nachbarn: lichtscheue Tierchen werden Tallulas neue Freunde. Asseln, Schaben, Tiefseekraken. Was ließen sich da mit Kindern nicht alles für neue Freunde dazu erfinden! Man könnte einen Monsterabend veranstalten, zu Fasching, zu Halloween und überhaupt, immer wenn Ausgrenzung das Thema ist, wäre das Tallula-Buch erste Wahl – denn oft ist alles nur eine Frage der Blickrichtung, sagt Tallula und lässt sich kopfüberhängen. Großartiges, dunkles Buch voller Liebe!“

### Fräulein Esthers letzte Vorstellung – Eine Geschichte aus dem Warschauer Ghetto(2013)
„Wer als Vater oder Mutter vorbereitend Fräulein Esthers letzte Vorstellung liest, sollte diese Hintergründe kennen. Denn die Texte Adam Jaromirs bauen auf ihnen auf. Und auf Knappheit: Spröde Lakonik ist der erschütternde Grundton, in dem, gestützt auf hinterlassene Notizen Korczaks, Jaromir den Arzt und die fiktive zwölfjährige Genia von den letzten Wochen des Waisenhauses erzählen lässt. Beide benutzen die Gegenwartsform, ein Duktus, der sofort einen Sog ausübt. Jeder Satz wird zum stillen Schlag, der beklemmende Gedankenketten in Bewegung setzt […]. […] Cichowska und Jaromir ersparen ihren kindlichen Lesern nichts, aber sie schildern das Grauen behutsam andeutend. […] So wie überhaupt dieses Buch mit seiner Forderung nach Konzentration und seinen wunderbaren ergreifenden Bildern ein Gegenpol sein könnte, ein Deich gegen die abstumpfende Flut der im Sekundentakt wechselnden computeranimierten Gewaltwelten.“

„Das aufwendig gestaltete, dokumentarische wie lyrisch verdichtete Buch erinnert an Menschen, die Kindern auch in finsteren Zeiten mit Respekt und Kunst beistehen.“

„Ein einzigartiges Meisterwerk, in dem Text und Bild eine Geschichte von den letzten Monaten in Janusz Korczaks Waisenhaus im Warschauer Ghetto erzählen.“

„Es ist eine aufwühlende wahre Geschichte, die hier in knappen Sätzen und mit großen, traumartigen Illustrationen in erdigen Farbtönen erzählt wird. […] Ein erschütterndes Buch, eine große Erinnerung.“

„Der Verleger, Autor, Übersetzer und Entdecker Adam Jaromir hat schon so manche literarische und ästhetische Perle hervorgebracht: Das bibliophile Drama Fräulein Esthers letzte Vorstellung gehört sicher zu seinen herausragenden Werken. […] Zur literarisch kostbaren Ausführung kommt eine Illustrationskunst, die erdig und zugleich präzise Vergangenheit und Seelenspannung ins Bild setzt. Collagentechnik, die berührt wie selten und dabei typografisch umsetzt, was dialogisch passiert. Ein Buch für die Liste schönster Bücher, bei aller Tragik.“

„Aber das, was nun Adam Jaromir (als Autor), die junge polnische Künstlerin Gabriela Cichowska (als Illustratorin) und Dorota Nowacka (als grafische Gestalterin) geschaffen haben, ist ein einzigartiges kleines Meisterwerk der Buchkunst, eine kongeniale Verknüpfung von Text, Bild und Gestaltung zu einer wahrhaftigen, tief berührenden Geschichte. […] Bücher wie dieses sind nicht nur eine Reminiszenz an die traditionelle polnische Bilderbuchkunst, sie sind ein Beweis dafür, dass junge Künstler ein Erbe bewahren und es gleichzeitig mit eigenen Visionen bereichern können.“

## Schriften
- Adamek oder wie man aus 2 Äpfeln 3 macht. Ill.: Chiara Emanueli. Gimpel, Hannover 2007, ISBN 978-3-9811300-0-3.
- Zarafa. Ill.: Pawel Pawlak. Gimpel, Hannover 2009, ISBN 978-3-9811300-3-4.
- Fantje: Ill.: Gabriela Cichowska. Gimpel, (Hannover) 2010, ISBN 978-83-8977441-5.
- Und die Tiere kamen zu zweit: Józef Wilkoń und die aktuelle polnische Kinderbuchillustration.  Zur Ausstellung Und die Tiere Kamen zu Zweit. Józef Wilkoń und die Aktuelle Polnische Kinderbuchillustration. mit Peter Nickl, Christiane Raabe, Ill.: Józef Wilkoń, Internationale Jugendbibliothek
- Tallula – Königin der Nacht. Ill.: Józef Wilkoń. Gimpel, (Hannover) 2012, ISBN 978-3-9811300-7-2.
- Fräulein Esthers letzte Vorstellung – Eine Geschichte aus dem Warschauer Ghetto. Ill.: Gabriela Cichowska. Gimpel Hannover 2013, ISBN 978-3-9811300-8-9.

## Auszeichnungen
- 2011: Weißer Rabe der Internationalen Jugendbibliothek München 2010 für Fantje als Autor und Verleger[5]
- 2011: Bologna Ragazzi Award für Fantje als Autor und Verleger
- 2011: lobende Erwähnung des polnischen Verlegerverbandes PTWK als eins der schönsten Bücher des Jahres für Fantje als Autor und Verleger
- 2011: Nominierung zum Buch des Jahres vom IBBY Polen für Fantje als Autor und Verleger
- 2012: Nominierung für den Deutschen Jugendliteraturpreis in der Kategorie Bilderbuch für Blumkas Tagebuch von Iwona Chmielewska (Text und Illustration) als Verleger
- 2013: Fräulein Esthers letzte Vorstellung – Eine Geschichte aus dem Warschauer Ghetto  erscheint auf der Deutschlandfunk-Bestenliste Die besten 7 – Bücher für junge Leser im September[14]
- 2014: Nominierung für den Deutschen Jugendliteraturpreis in der Kategorie Sachbuch für Fräulein Esthers letzte Vorstellung als Autor
- 2014: Gustav-Heinemann-Friedenspreis für Kinder- und Jugendbücher für Fräulein Esthers letzte Vorstellung als Autor

## Ausstellungen und Festivalteilnahmen
- 2012: Kinder- und Jugendprogramm des 12. internationalen literaturfestival berlin im September (gefördert durch das Programm ViVaVostok – Kinder- und Jugendliteratur aus Mittel- und Osteuropa der Robert Bosch Stiftung)
- 2012: Präsentation von Fräulein Esthers letzte Vorstellung – Eine Geschichte aus dem Warschauer Ghetto im Rahmen der Ausstellung Ich bin klein, aber wichtig – Die Kinderrepublik des Janusz Korczak, dargestellt in Illustrationen und Bildern in der Wehrgang-Galerie der Internationalen Jugendbibliothek München vom 5. Juli bis 16. September
- 2012: Rheinisches Lesefest Käpt’n Book im Oktober und November
- 2012: 9. Hamburger Märchentage im November
- 2015: Forum Ostwest